# Guiães
Guiães es una freguesia portuguesa del concelho de Vila Real, con 7,02 km² de superficie y 585 habitantes (2001). Su densidad de población es de 83,3 hab/km².